# Hekurudha Shqiptare

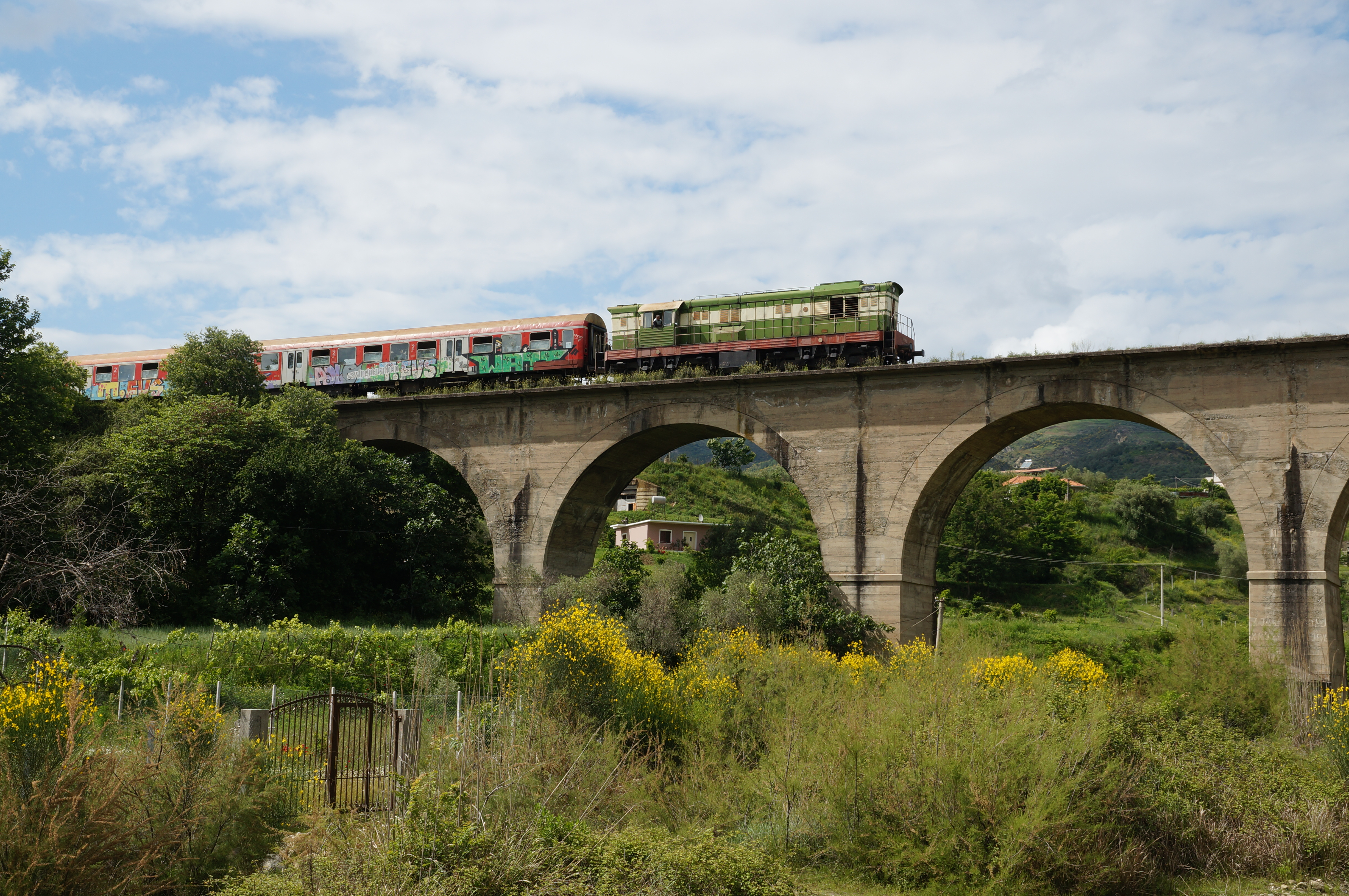
Typische Komposition mit T 669 zwischen Durrës und Elbasan (2019)

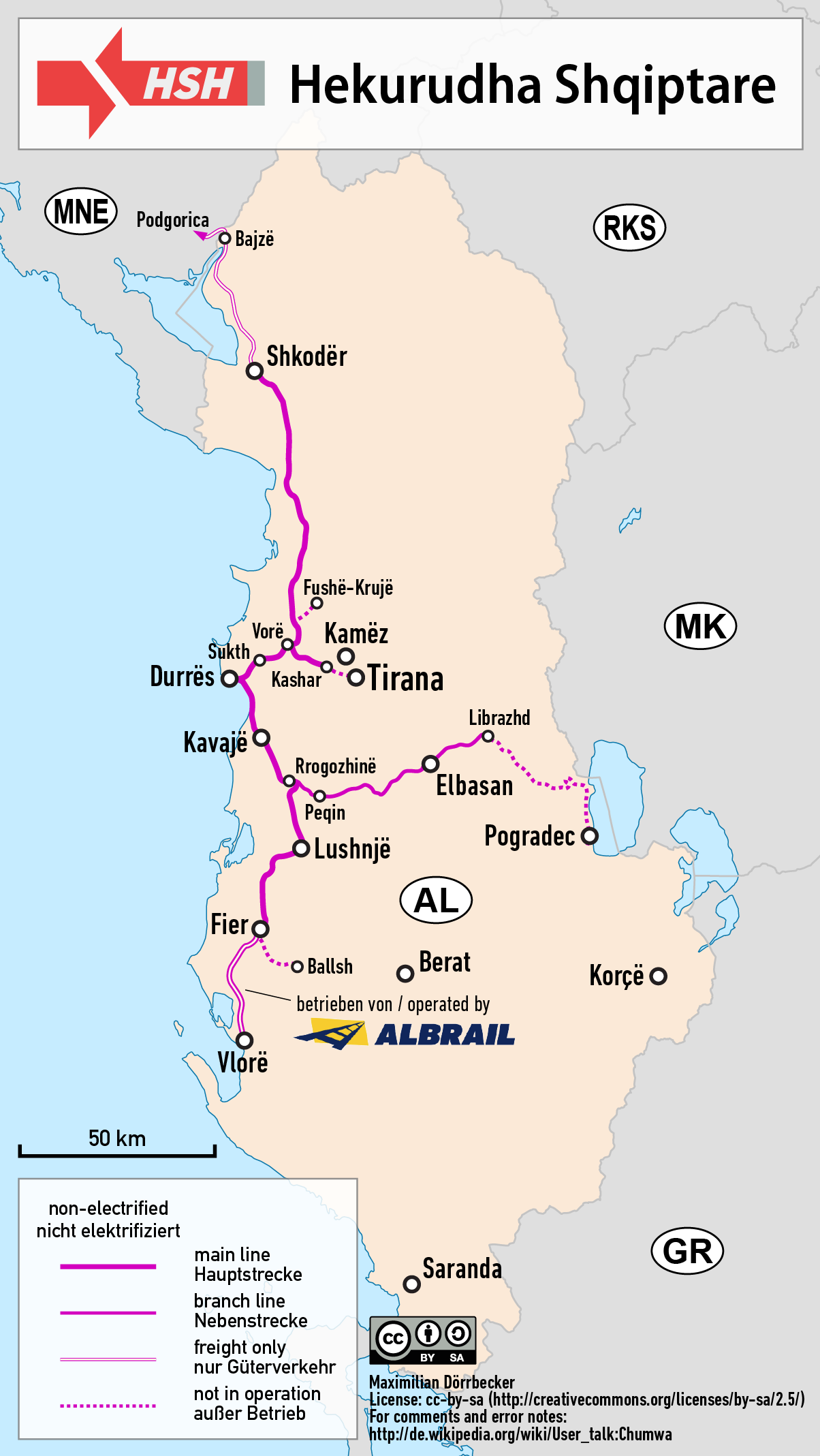
Streckennetz der HSH

Hekurudha Shqiptare, kurz: HSH (deutsch Albanische Eisenbahn), früher auch Hekurudha e Shqipërisë (Eisenbahn Albaniens), ist der Name der albanischen Eisenbahngesellschaft. Das Netz der HSH ist normalspurig und hat eine Gesamtlänge von 447 Kilometern. Die HSH hat ihren Sitz in der Hafenstadt Durrës.
Ende 2016 war der Eisenbahnverkehr in Albanien aus wirtschaftlichen Gründen komplett eingestellt. Auch wenn einzelne Züge wieder verkehren, beziehen sich die nachfolgenden Informationen im Wesentlichen auf die Zeit davor.

## Geschichte

### Hekurudha Shqiptare

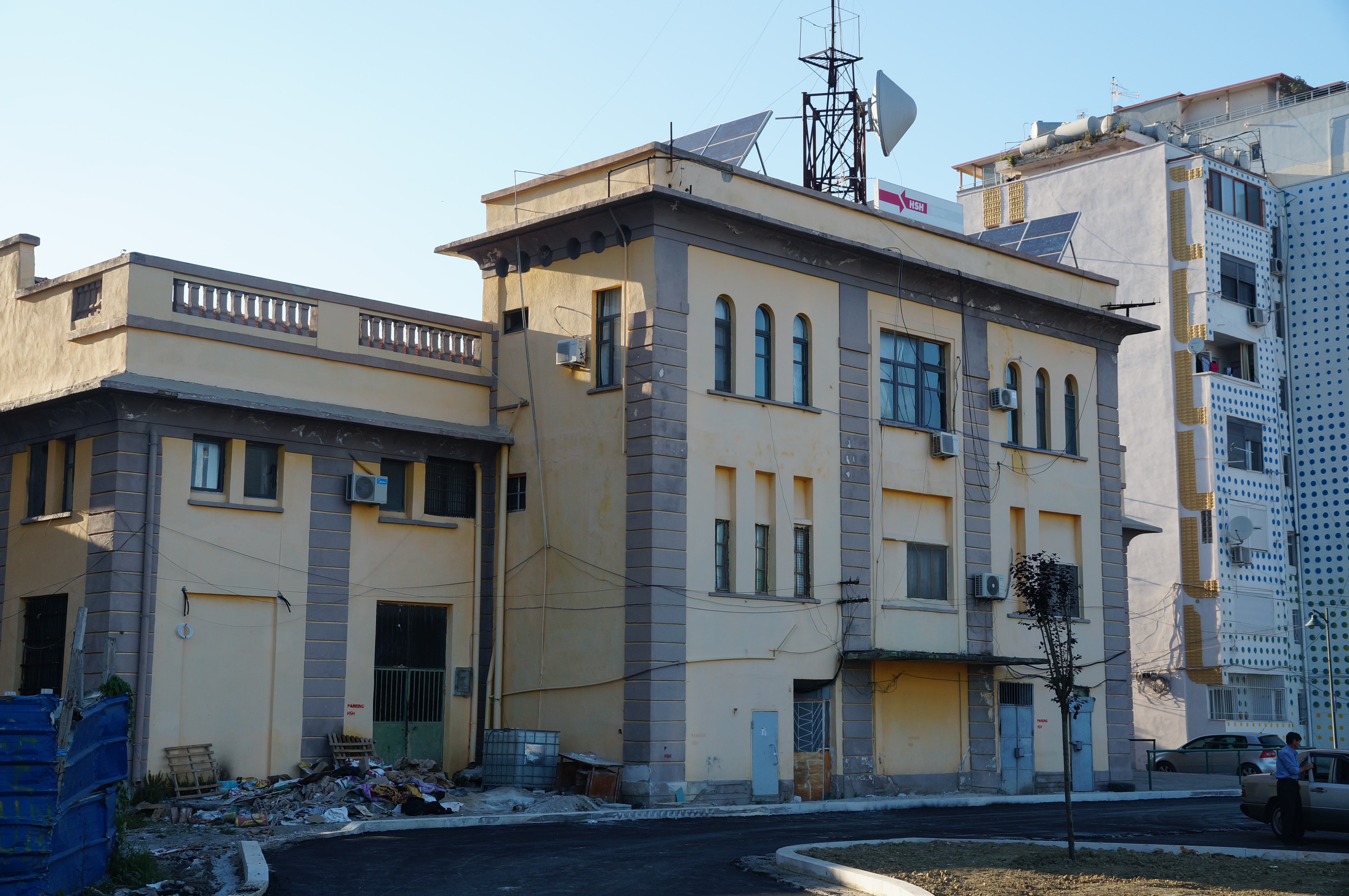
Alter Bahnhof von Durrës und heutiger Sitz der HSH

Die erste Eisenbahnstrecke des Landes wurde zwischen Durrës und Peqin errichtet. Die am 7. November 1947 eröffnete 43 Kilometer lange Normalspur-Strecke basierte auf einer Schmalspurbahn aus dem Zweiten Weltkrieg. Es folgte zwei Jahre später die 38 Kilometer lange Verbindung Tirana – Durrës, die ebenfalls einer von Italienern geplanten Trasse folgte. In der Folge wurde das Streckennetz allmählich erweitert, wobei vor allem die Strecke nach Pogradec mit zahlreichen Brücken und Tunneln die Ingenieure vor größere Herausforderungen stellte.
Der Anschluss an das internationale Streckennetz erfolgte 1986 zwischen Shkodra und dem heute montenegrinischen Podgorica (damals Titograd und jugoslawisch). Die Arbeiten hatten sich verzögert, weil es zwischen Jugoslawien und Albanien wegen der Unruhen im Kosovo zu politischen Verstimmungen gekommen war. Diese Strecke – noch immer die einzige Eisenbahnverbindung ins Ausland – wurde und wird nur für Güterverkehr genutzt. Nach Auskunft der jugoslawischen Eisenbahn wurden im ersten Halbjahr 1990 174.300 Tonnen Güter über diese Strecke transportiert.

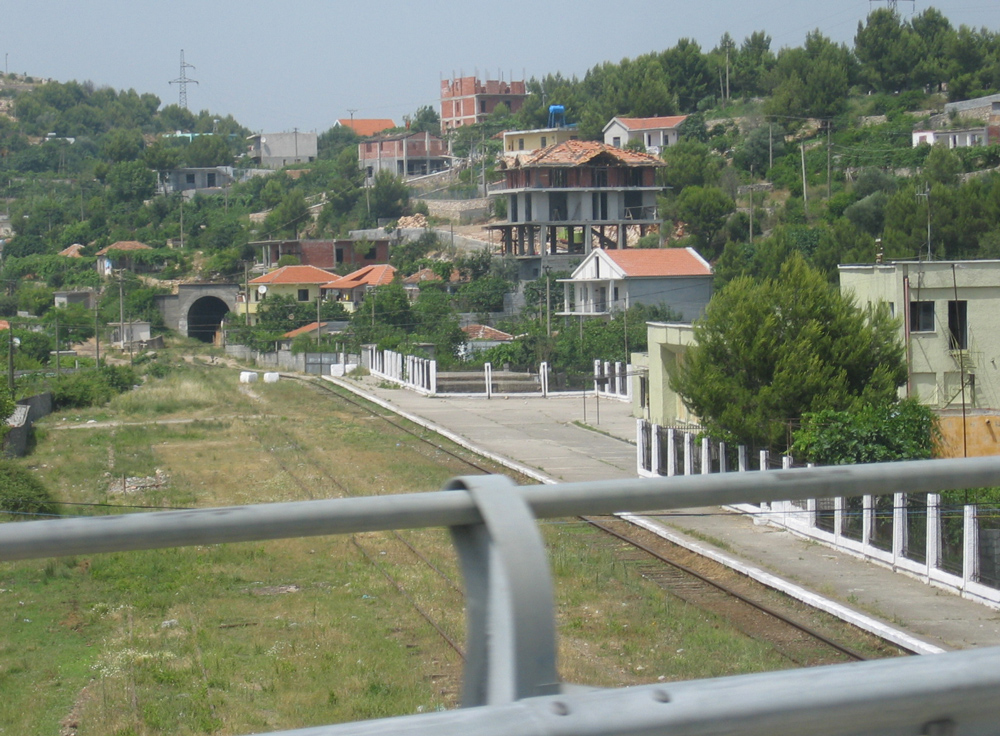
Bahnhofsanlage von Lezha mit Tunnel

In den 1990er Jahren zerstörten Vandalen und Alteisendiebe Wagen und stahlen die Schienen der Strecke nach Montenegro. Die HSH musste den Betrieb dieser Strecke zeitweise ganz und im Übrigen teilweise einstellen. Die Transportkapazitäten reduzierten sich extrem, was aber auch an dem insgesamt gesunkenen Transportaufkommen lag: Die Schwerindustrie war zusammengebrochen, der Personentransport verlagerte sich zunehmend und rasant auf die Straße. Der Betrieb, insbesondere der Personenverkehr, wurde auf einigen Nebenstrecken komplett eingestellt.
Im März 2003 wurde die Verbindung nach Montenegro wieder in Betrieb genommen, die allerdings weiter nur dem Güterverkehr dient, hauptsächlich eine Nachtverbindung nach Tirana.
Italienische Pioniereinheiten wirkten im Rahmen der Entwicklungshilfe beim Streckenbau mit, so 2005 bei der Neuverlegung des Hafenanschlusses in Durrës (zwei Kilometer).

### Streckeneröffnungen der HSH
- 7. November 1947: Durrës – Peqin

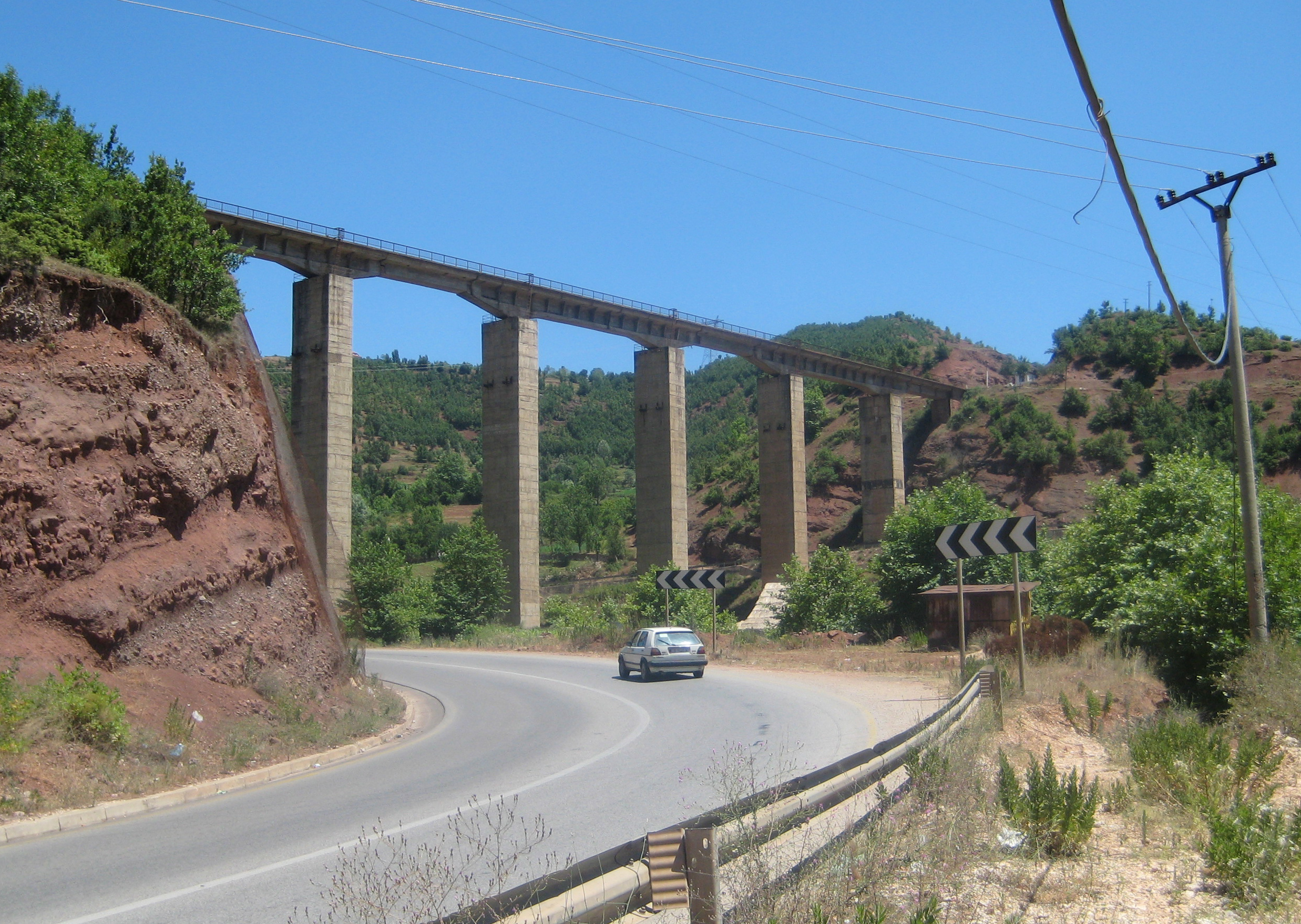
Die höchste Eisenbahnbrücke des Landes in den ostalbanischen Bergen, Teil der Strecke Librazhd–Përrenjas

- 23. Februar 1949: Shkozet – Tirana
- 22. Dezember 1950: Peqin – Elbasan – Krasta / – Cërrik
- 7. Mai 1963: Vora – Laç (erster Teil der Bahnstrecke Vora–Shkodra)
- 13. Oktober 1968: Rrogozhina – Fier
- 20. März 1972: Krasta – Librazhd
- 10. März 1974: Librazhd – Përrenjas
- 9. März 1975: Fier – Ballsh
- Juli 1979: Përrenjas – Pogradec
- April 1981: Laç – Lezha
- 25. Januar 1982: Lezha – Shkodra (Güterverkehr bereits ab 11. November 1981; Abschluss der Bahnstrecke Vora–Shkodra)
- 11. Januar 1985: Shkodra – Han i Hotit
- 14. Oktober 1985: Fier – Vlora (Güterverkehr bis Narta bereits ab Januar 1985)
- 1989: Milot – Rrëshen (Güterverkehr, 1995/96 Personenverkehr)

## Streckennetz
| Spurweite: | 1435 mm (Normalspur) |                                    |                                    |
| |                      |                                    |                                    |
| \| \| \| von Podgorica (nur Güterverkehr) \| \| \| \| \| Grenze zu Montenegro (Han i Hotit) \| \| \| \| \| Bajza (nur Güterverkehr) \| \| \| \| \| Shkodra \| \| \| \| \| Mjeda \| \| \| \| \| Baqël \| \| \| \| \| Lezha \| \| \| \| \| Rrëshen \| \| \| \| \| Rubik \| \| \| \| \| \| \| \| \| \| Milot \| \| \| \| \| Laç \| \| \| \| \| Mamuras \| \| \| \| \| Ishëm-Brücke (defekt) \| \| \| \| \| Ishëm \| \| \| \| \| Fushë-Kruja \| \| \| \| \| Budull \| \| \| \| \| Flughafen Tirana \| \| \| \| \| Kashar \| \| \| \| \| \| \| \| \| \| Yzberish \| \| \| \| \| Tirana (geplant) \| \| \| \| \| Tirana \| \| \| \| \| Vora \| \| \| \| \| Sukth \| \| \| \| \| \| \| \| \| \| Shkozet \| \| \| \| \| Durrës Hafen \| \| \| \| \| Durrës \| \| \| \| \| Plazh \| \| \| \| \| Golem \| \| \| \| \| Kavaja \| \| \| \| \| Lekaj \| \| \| \| \| Rrogozhina \| \| \| \| \| \| \| \| \| \| Peqin \| \| \| \| \| Bishqem \| \| \| \| \| Papërr \| \| \| \| \| Vidhas/Stahlwerk \| \| \| \| \| Elbasan \| \| \| \| \| Krasta \| \| \| \| \| Miraka \| \| \| \| \| Librazhd \| \| \| \| \| Xhira \| \| \| \| \| Qukes \| \| \| \| \| Përrenjas \| \| \| \| \| Lin \| \| \| \| \| Memelisht \| \| \| \| \| Gur i kuq (Pogradec) \| \| \| \| \| Lushnja \| \| \| \| \| Fier (früher Pers.-Halt) \| \| \| \| \| Ballsh \| \| \| \| \| Kraftwerk Fier \| \| \| \| \| Levan (früher Pers.-Halt) \| \| \| \| \| Novosela (fr0her Pers.-Halt) \| \| \| \| \| Ölhafen Vlora \| \| \| \| \| Vlora \| \| |                      |                                    |                                    |
| Strecke |                      | von Podgorica (nur Güterverkehr)   | von Podgorica (nur Güterverkehr)   |
| Grenze |                      | Grenze zu Montenegro (Han i Hotit) | Grenze zu Montenegro (Han i Hotit) |
| Dienststation / Betriebs- oder Güterbahnhof |                      | Bajza (nur Güterverkehr)           | Bajza (nur Güterverkehr)           |
| Dienststation / Betriebs- oder Güterbahnhof |                      | Shkodra                            | Shkodra                            |
| Dienststation / Betriebs- oder Güterbahnhof |                      | Mjeda                              | Mjeda                              |
| Dienststation / Betriebs- oder Güterbahnhof |                      | Baqël                              | Baqël                              |
| Dienststation / Betriebs- oder Güterbahnhof |                      | Lezha                              | Lezha                              |
| Strecke · Kopfbahnhof Streckenanfang (Strecke außer Betrieb) |                      | Rrëshen                            | Rrëshen                            |
| Strecke · Bahnhof (Strecke außer Betrieb) |                      | Rubik                              | Rubik                              |
| Abzweig geradeaus und ehemals von links · Strecke nach rechts (außer Betrieb) |                      |                                    |                                    |
| Dienststation / Betriebs- oder Güterbahnhof |                      | Milot                              | Milot                              |
| Dienststation / Betriebs- oder Güterbahnhof |                      | Laç                                | Laç                                |
| Betriebs-/Güterbahnhof Strecke ab hier außer Betrieb |                      | Mamuras                            | Mamuras                            |
| Brücke über Wasserlauf (Strecke außer Betrieb) |                      | Ishëm-Brücke (defekt)              | Ishëm-Brücke (defekt)              |
| Bahnhof (Strecke außer Betrieb) |                      | Ishëm                              | Ishëm                              |
| Abzweig geradeaus und von links (Strecke außer Betrieb) · Betriebs-/Güterbahnhof Streckenende und quer (Strecke außer Betrieb) |                      | Fushë-Kruja                        | Fushë-Kruja                        |
| Bahnhof (Strecke außer Betrieb) |                      | Budull                             | Budull                             |
| Abzweig geradeaus und von links (Strecke außer Betrieb) · Abzweig quer, von links und von rechts (Strecke außer Betrieb) · Kopfbahnhof Streckenende und quer (Strecke außer Betrieb) |                      | Flughafen Tirana                   | Flughafen Tirana                   |
| Strecke (außer Betrieb) · Bahnhof (Strecke außer Betrieb) |                      | Kashar                             | Kashar                             |
| Strecke (außer Betrieb) · Abzweig geradeaus und nach links (Strecke außer Betrieb) · Strecke von rechts (außer Betrieb) |                      |                                    |                                    |
| Strecke (außer Betrieb) · Betriebs-/Güterbahnhof Streckenende (Strecke außer Betrieb) · Strecke (außer Betrieb) |                      | Yzberish                           | Yzberish                           |
| Strecke (außer Betrieb) · Bahnhof (Strecke außer Betrieb) |                      | Tirana (geplant)                   | Tirana (geplant)                   |
| Strecke (außer Betrieb) · Kopfbahnhof Streckenende (Strecke außer Betrieb) |                      | Tirana                             | Tirana                             |
| Bahnhof (Strecke außer Betrieb) |                      | Vora                               | Vora                               |
| Bahnhof (Strecke außer Betrieb) |                      | Sukth                              | Sukth                              |
| Abzweig ehemals geradeaus, ehemals nach links und von links · Strecke quer · Strecke von rechts |                      |                                    |                                    |
| Dienststation / Betriebs- oder Güterbahnhof · Strecke |                      | Shkozet                            | Shkozet                            |
| Abzweig geradeaus und ehemals nach links · Betriebs-/Güterbahnhof Streckenende und quer (Strecke außer Betrieb) · Strecke |                      | Durrës Hafen                       | Durrës Hafen                       |
| Kopfbahnhof Streckenende · Strecke |                      | Durrës                             | Durrës                             |
| Bahnhof |                      | Plazh                              | Plazh                              |
| Bahnhof |                      | Golem                              | Golem                              |
| Bahnhof |                      | Kavaja                             | Kavaja                             |
| Bahnhof |                      | Lekaj                              | Lekaj                              |
| Bahnhof |                      | Rrogozhina                         | Rrogozhina                         |
| Strecke von links · Abzweig geradeaus und nach rechts |                      |                                    |                                    |
| Strecke · Bahnhof |                      | Peqin                              | Peqin                              |
| Strecke · Bahnhof |                      | Bishqem                            | Bishqem                            |
| Strecke · Bahnhof |                      | Papërr                             | Papërr                             |
| Strecke · Dienststation / Betriebs- oder Güterbahnhof |                      | Vidhas/Stahlwerk                   | Vidhas/Stahlwerk                   |
| Strecke · Kopfbahnhof Strecke ab hier außer Betrieb |                      | Elbasan                            | Elbasan                            |
| Strecke · Bahnhof (Strecke außer Betrieb) |                      | Krasta                             | Krasta                             |
| Strecke · Bahnhof (Strecke außer Betrieb) |                      | Miraka                             | Miraka                             |
| Strecke · Bahnhof (Strecke außer Betrieb) |                      | Librazhd                           | Librazhd                           |
| Strecke · Bahnhof (Strecke außer Betrieb) |                      | Xhira                              | Xhira                              |
| Strecke · Bahnhof (Strecke außer Betrieb) |                      | Qukes                              | Qukes                              |
| Strecke · Bahnhof (Strecke außer Betrieb) |                      | Përrenjas                          | Përrenjas                          |
| Strecke · Bahnhof (Strecke außer Betrieb) |                      | Lin                                | Lin                                |
| Strecke · Bahnhof (Strecke außer Betrieb) |                      | Memelisht                          | Memelisht                          |
| Strecke · Kopfbahnhof Streckenende (Strecke außer Betrieb) |                      | Gur i kuq (Pogradec)               | Gur i kuq (Pogradec)               |
| Kopfbahnhof Strecke ab hier außer Betrieb |                      | Lushnja                            | Lushnja                            |
| Betriebs-/Güterbahnhof Strecke bis hier außer Betrieb |                      | Fier (früher Pers.-Halt)           | Fier (früher Pers.-Halt)           |
| Abzweig geradeaus und ehemals nach links · Kopfbahnhof Streckenende und quer (Strecke außer Betrieb) |                      | Ballsh                             | Ballsh                             |
| Abzweig geradeaus und ehemals nach links · Betriebs-/Güterbahnhof Streckenende und quer (Strecke außer Betrieb) |                      | Kraftwerk Fier                     | Kraftwerk Fier                     |
| ehemaliger Dienststation / Betriebs- oder Güterbahnhof |                      | Levan (früher Pers.-Halt)          | Levan (früher Pers.-Halt)          |
| ehemaliger Dienststation / Betriebs- oder Güterbahnhof |                      | Novosela (fr0her Pers.-Halt)       | Novosela (fr0her Pers.-Halt)       |
| Betriebs-/Güterbahnhof Streckenanfang und quer · Abzweig ehemals geradeaus und nach rechts |                      | Ölhafen Vlora                      | Ölhafen Vlora                      |
| Kopfbahnhof Streckenende (Strecke außer Betrieb) |                      | Vlora                              | Vlora                              |

In Betrieb sind folgende Strecken:
- Durrës – Elbasan
- Durrës – Lushnja
- Vora – Grenze zu Montenegro: gelegentliche Pilgerzüge zwischen Shkodra und Laç,[6] zwischen Shkodra und der Grenze nur Güterverkehr – zwischen Gjorm und Vora seit dem Erdbeben vom November 2019 für regelmäßigen Verkehr unterbrochen[7][8]

2021 begann die Erneuerung der Strecke von Durrës nach Tirana. Da die Gleise entfernt wurden, ist diese Strecke nicht in Betrieb. Der Verkehr nach Tirana war schon länger eingestellt, da der Bahnhof Tirana verlegt wird. Zuletzt wurde nur noch der Abschnitt Durrës – Vora – Kashar bedient.
Abschnittsweise wurde nach 1997 die Strecke Milot–Rrëshen aufgegeben. Die Schienen wurden teilweise für die Wiederherstellung der Strecke nördlich von Shkodra verwendet und auf der Trasse wurde die neue Autobahn A1 nach Kukës erbaut. Während der 1980er Jahre wurde noch an einer Verlängerung der Strecke von Rrëshen über Burrel bis Klos gearbeitet.
Nach dem Jahr 2000 wurden allmählich der Betrieb auf weiteren peripheren Strecken eingestellt, so zwischen Librazhd und Pogradec, nach Ballsh und nach Vlora. Auch die Strecke Podgorica – Shkodra war in den 1990er Jahren und darüber hinaus über lange Zeit nicht befahrbar. Im Dezember 2018 wurden die ersten Zugfahrten der neuen Gesellschaft Albrail auf der restaurierten Strecke von Fier nach Vlora durchgeführt.

## Heutige Situation

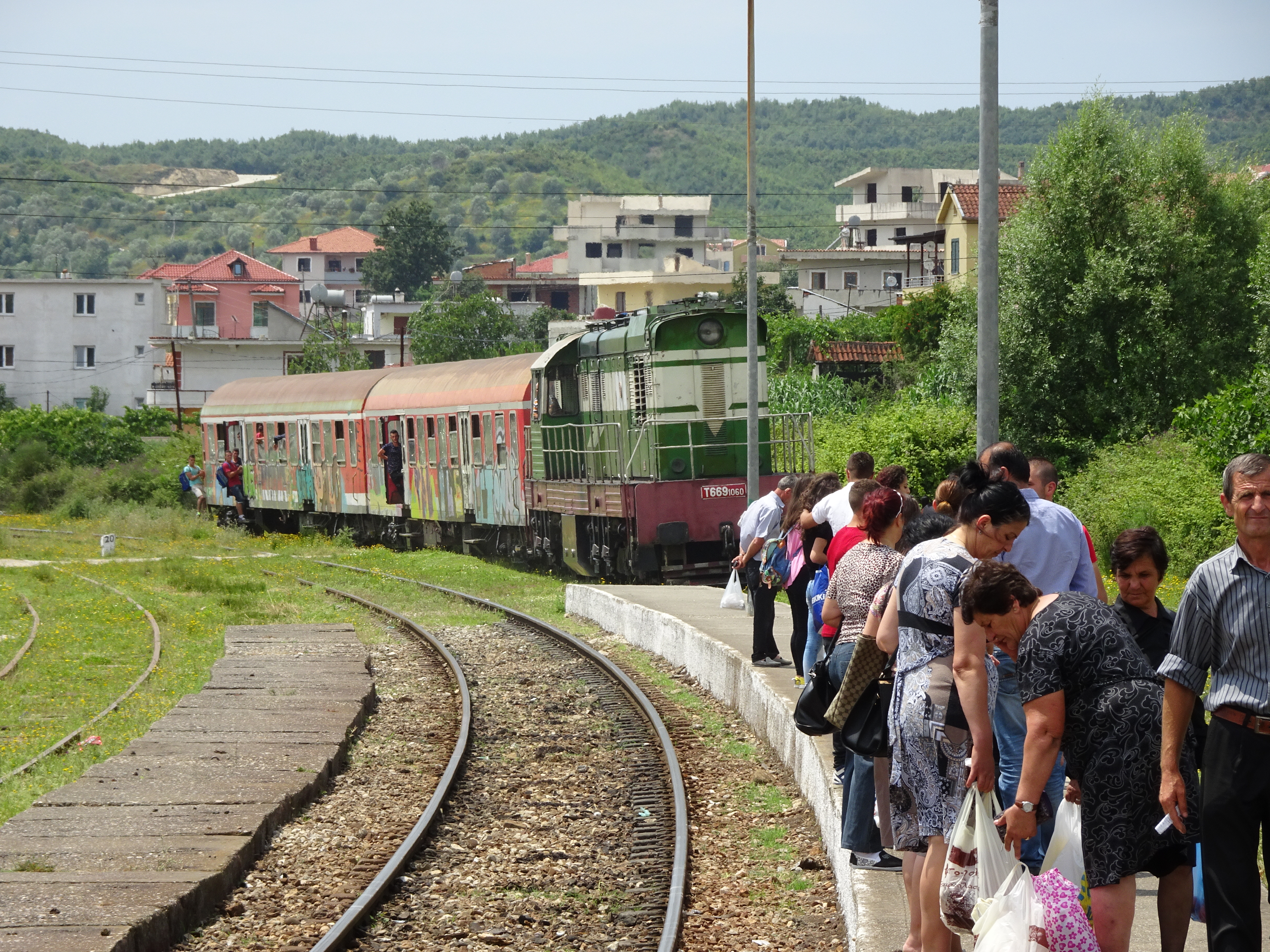
Einfahrt eines Zuges aus Shkodra in Vora (2016)

Die Eisenbahn hat in den Jahren seit der Wende viel von ihrer Bedeutung eingebüßt. Die meisten Reisenden benutzen Busse oder Pkws, die zwar nicht sicherer, aber durch den Ausbau des Straßennetzes inzwischen wesentlich schneller sind. Auch die Transportvolumina im Warentransport waren mit dem Ende des kommunistischen Regimes zusammengebrochen, weil die meisten Fabriken und industriellen Anlagen im Land schlossen.
Mutwillige Zerstörung und mangelnde Finanzen für den Unterhalt versetzten die albanische Eisenbahn in einen desolaten Zustand. Das Fahrzeugmaterial befindet sich meist in schlechtem Zustand. Es verkehren ausgemusterte österreichische, deutsche oder italienische Wagen, die durchweg mit schweren Dieselloks tschechischer Produktion (1960er bis 1980er Jahre) bespannt sind. Alle anderen Typen wurden abgestellt. Die Züge fahren aufgrund der geringen Qualität des Oberbaus meist sehr langsam. Meistens werden nicht einmal 50 km/h erreicht. Die Höchstgeschwindigkeit beträgt 60 km/h.
Zwischen Tirana und Durrës verkehrten bis 2007 pro Richtung und Tag etwa zehn Züge, auf den anderen Strecken zwei Züge, ausgenommen die Verbindung nach Elbasan mit einer zusätzlichen Fahrt. Diese Frequenzen wurden 2007 reduziert. Absichtserklärungen zufolge sollte die bisher nur im Güterverkehr befahrene internationale Verbindung nach Montenegro auch für den Personenverkehr genutzt werden.
In Albanien gibt es nur eine Zuggattung und eine Wagenklasse. Das Reisen mit der Eisenbahn bleibt ausgesprochen günstig, was trotz der Langsamkeit eine gewisse Konkurrenzfähigkeit der Bahn auch weiterhin garantiert. Andererseits ermöglichen die niedrigen Einnahmen aus dem Personenverkehr kaum Modernisierungsinvestitionen.
Ein gewisser Aufschwung im Güterverkehr ging von der Wiedereröffnung der Strecke nach Montenegro aus. 2002 belief sich die Transportleistung der albanischen Eisenbahn im Personenverkehr auf 124 Millionen Personenkilometer und im Warenverkehr auf 21 Millionen Tonnenkilometer.
2012 wurde der Personenverkehr zwischen Librazhd und Gur i kuq (Bahnhof von Pogradec) eingestellt, so dass die Züge von Tirana in Librazhd statt in Gur i kuq endeten.
2013 wurde der Verkehr zwischen Vora und dem Bahnhof Tirana eingestellt, da dieser weiter an den Stadtrand verlegt werden soll. Vom neuen Bahnhof am Stadtrand, der zugleich Busbahnhof für internationale und nationale Verbindungen sein wird, soll künftig entlang der alten Trasse eine Tram die Fahrgäste in die Innenstadt Tiranas bringen. Die Bauzeit wird mit 36 Monaten veranschlagt; die Bauarbeiten hatten 2016 aber noch nicht begonnen. Im Mai 2015 wurde in Kashar ein neuer Bahnhof eingeweiht und die Strecke von Vora nach Kashar wieder in Betrieb genommen. Wegen wirtschaftlicher Probleme verkehrten 2016 aber nur noch zwei Zugpaare pro Tag auf der Strecke Durrës – Tirana. 2015 wurde der Betrieb auf der Strecke von Fier nach Vlora eingestellt, aber im Sommer 2016 anscheinend wieder aufgenommen.
Im Oktober 2015 erklärte das Transportministerium, dass sie eine Konzession für die Erneuerung und den Betrieb der Strecken von Fier nach Ballsh und Vlora an zwei Firmen mit den Namen Alb-Star und Matrix Konstruksion vergeben habe. Die Verträge müssten aber noch ausgearbeitet werden; der Betrieb soll 46 Monate danach aufgenommen werden. Es war die Rede von einer Investition in Höhe von 20 Millionen US-Dollar. Im Vordergrund stehe der Transport von Erdöl von den Ölfeldern um Ballsh in den Industriepark beim Ölhafen von Vlora.

Im März 2016 musste der Betrieb für einige Tage ganz eingestellt werden, da kein Geld mehr zur Verfügung stand, um Treibstoff für die Dieselmotoren der Lokomotiven zu kaufen. Das Angebot wurde in der Folge weiter ausgedünnt. Genc Alioti, der Leiter der HSH, sprach im April 2016 in einem Interview vom anstehenden Bankrott des Unternehmens. Ein Wegfall großer Aufträge beim Gütertransport, ausgelöst insbesondere durch den Konkurs von Kürüm International, habe die Situation deutlich verschlimmert. Die Schließung des Bahnhofs von Tirana habe gegenüber 2013 zu einem Einbruch von rund 50 % bei den Passagierzahlen geführt. Der albanische Staat investiere aber nur ein Minimum in die Eisenbahn, weshalb man in den letzten zwei Jahrzehnten vor allem „vom Speck von früher gezehrt“ habe. Man habe auch viel Alteisen verkauft, um über die Runden zu kommen. Seitens der Regierung fehle eine langfristige Strategie, und was bis jetzt geplant wurde, sei nie umgesetzt worden. Im Juni 2016 streikten die Arbeiter der HSH, die seit Monaten keine Gehälter mehr erhalten hatten.
 Ab dem 9. Oktober 2016 war der Eisenbahnverkehr in Albanien aus wirtschaftlichen Gründen vorübergehend komplett eingestellt. 2017 wurde gemeldet, dass zumindest einzelne Züge wieder verkehren. 2019 nahm eine private Gesellschaft den Güterverkehr auf der Strecke zwischen Fier und Vlora wieder auf. Seit dem Erdbeben vom November 2019 war die Strecke zwischen Vora und Mamurras wegen einer beschädigten Brücke über den Ishëm unterbrochen. Ende 2019 musste der Betrieb erneut für mehrere Wochen wegen Geldmangel für Diesel-Kraftstoff eingestellt werden. Aufgrund der Ausgangssperre während der COVID-19-Pandemie war der Personentransport während Monaten eingestellt – Reisezüge verkehrten dann nur vom 10. Juli bis zum 31. August 2020. Seit dem Beginn der Arbeiten an der Strecke von Durrës nach Tirana können auch hier keine Züge mehr verkehren, nachdem die Schienen entfernt worden waren. Zuvor wurden noch zwei Lokomotiven in den danach abgetrennten nördlichen Streckenteil rund um Shkodra verlegt.

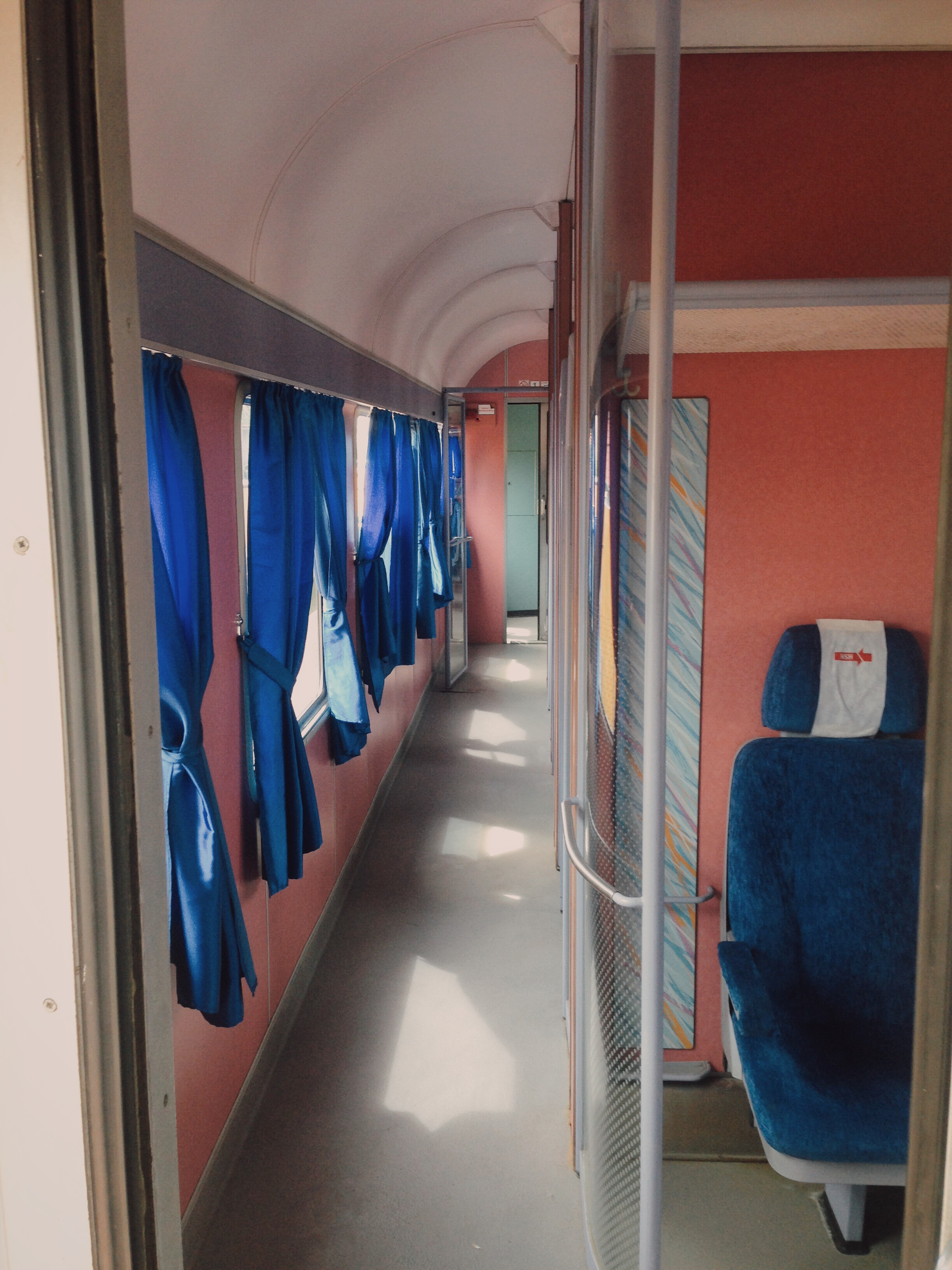
Wageninneres (2015)

 Seit 2022 verkehrten lediglich regelmäßige Züge im Sommer und Herbst auf der Strecke Durrës–Elbasan (an Wochenenden). 2025 war der Zug nur noch auf der Strecke Durrës-Plazh bis Peqin unterwegs an vier Tagen die Woche. Zudem fährt im Frühjahr jeweils dienstags ein Pilgerzug von Shkodra nach Laç.
| Jahr | Passagiere | Transportierte Güter (Tonnen) |
| ---- | ---------- | ----------------------------- |
| 1993 | 3.961.000  | 539.000                       |
| 1994 | 4.022.000  | 522.000                       |
| 1995 | 3.739.000  | 574.000                       |
| 1996 | 3.389.000  | 521.000                       |
| 1997 | 1.820.000  | 284.000                       |
| 1998 | 2.269.000  | 305.000                       |
| 1999 | 2.270.000  | 361.000                       |
| 2000 | 2.381.000  | 412.000                       |
| 2001 | 2.676.000  | 258.000                       |
| 2002 | 2.270.000  | 340.000                       |
| 2003 | 2.070.000  | 520.000                       |
| 2004 | 1.758.000  | 417.000                       |
| 2005 | 1.440.000  | 404.000                       |
| 2006 | 1.659.000  | 450.000                       |
| 2007 | 1.091.000  | 400.000                       |
| 2008 | 823.000    | 355.000                       |
| 2009 | 645.000    | 343.000                       |
| 2010 | 430.000    | 403.000                       |
| 2011 | 453.000    | 317.000                       |
| 2012 | 448.000    | 142.000                       |
| 2013 | 329.000    | 151.000                       |
| 2014 | 187.000    | 338.000                       |

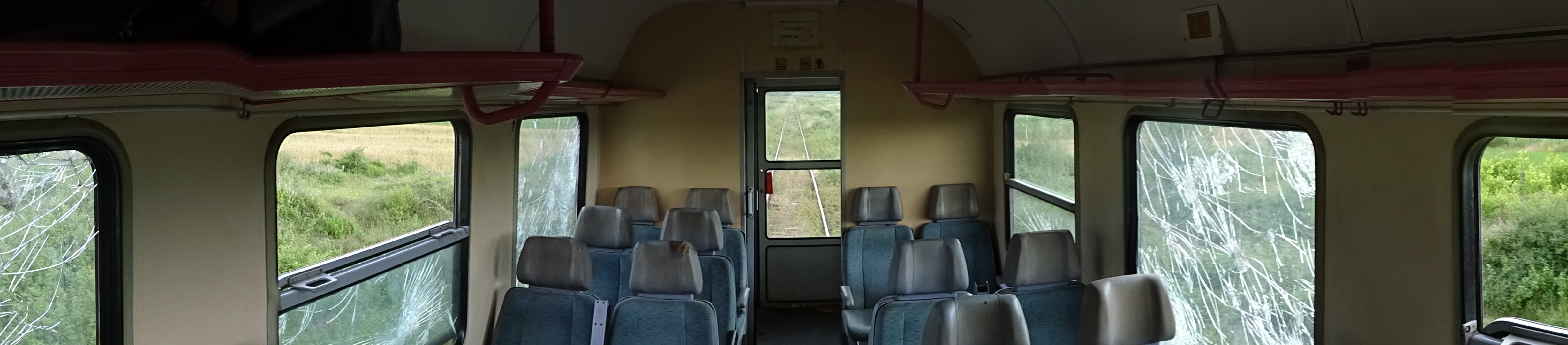
Wageninneres (2016)

Im September 2018 wurde berichtet, dass kaum mehr als 200 Passagiere pro Tag befördert würden, also rund 75.000 Personen im Jahr.

## Fahrzeugeinsatz

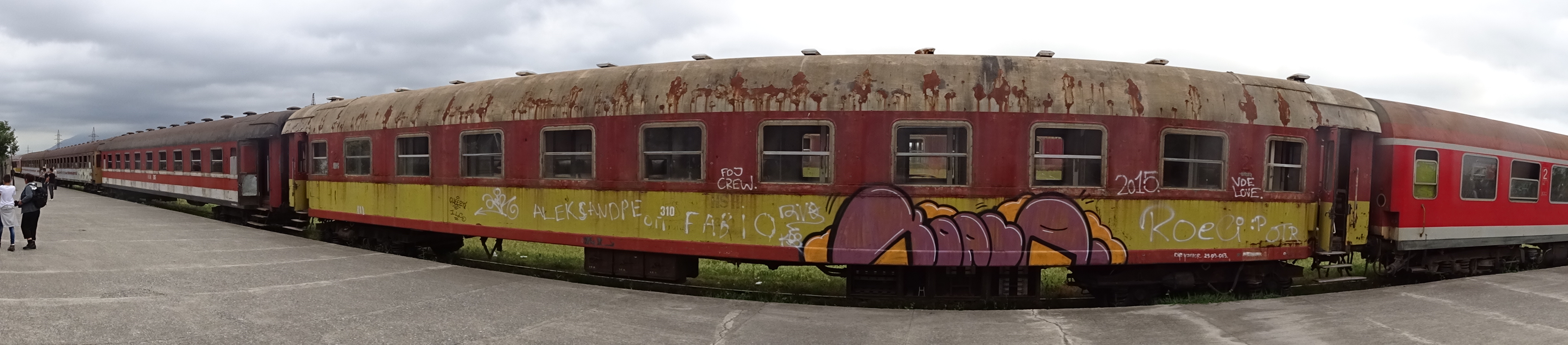
Zug im Bahnhof von Shkodra (2016)

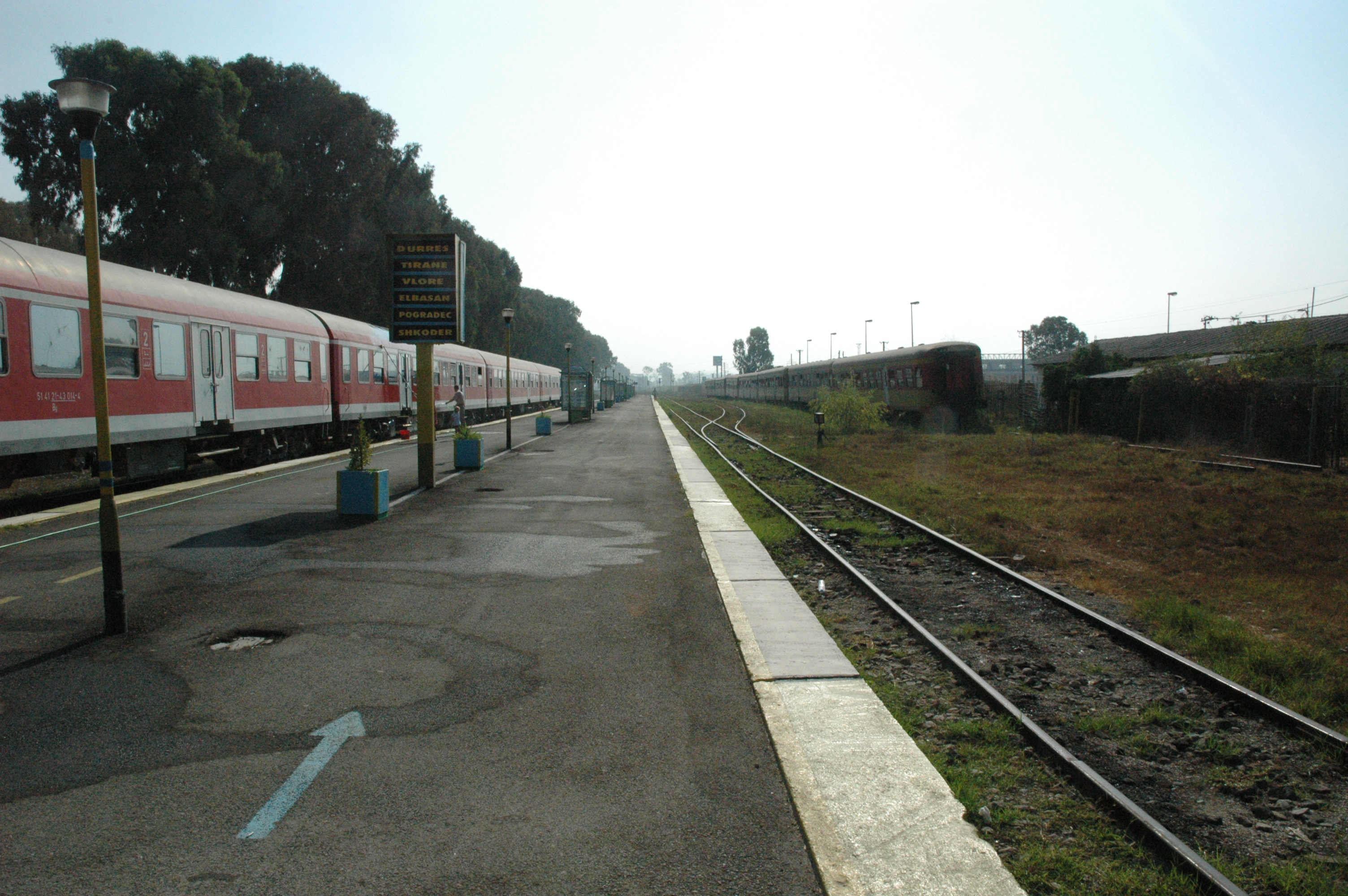
Ehemals deutsche y-Wagen am Bahnsteig in Durrës (2007)

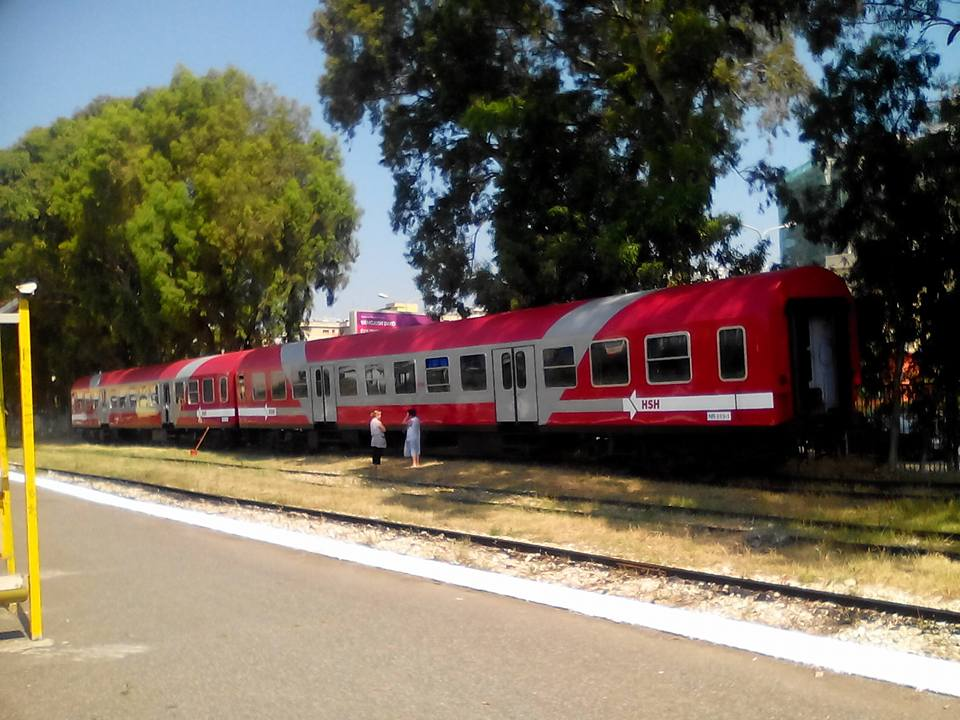
Neu gestaltete Eisenbahnwagen in Durrës (2015)

Bei der HSH sind rund 25 ehemals tschechische Diesellokomotiven des Typs T 669 im Einsatz. Die Fahrzeuge für den Personenverkehr bestehen aus ehemaligen Personenwagen der Deutschen Bahn sowie aus Italien und Österreich.

## Ausbaupläne
Für 2016 war beabsichtigt, den Anschluss an den Hafen Durrës zu verbessern.
Mit ausländischer Unterstützung wurden Reparaturen an der Strecke Tirana–Durrës durchgeführt, eine vollkommene Erneuerung wurde wiederholt angekündigt. Im Rahmen einer neuen Stadtbahn in Tirana wurden Pläne für einen Anschluss zum Flughafen Tirana diskutiert. Ende 2003 wurde ein Vorprojekt mit dem US-Konzern General Electric unter anderem zu dieser Flughafenanbindung und zur Modernisierung und Ertüchtigung der Strecke Tirana–Durrës für Geschwindigkeiten bis zu 90 km/h vereinbart. Dafür sollten unter anderem gesicherte Bahnübergänge und eine elektronische Streckenüberwachung installiert werden. Vor den Wahlen 2005 wurde dieses Vorhaben vom Parlament bewilligt. Nach anfänglicher Zustimmung hat aber die neue Regierung dieses Projekt inzwischen auf Eis gelegt, nicht zuletzt auch auf Grund der Bedenken der Weltbank hinsichtlich der Finanzierung. Die Weltbank empfahl zudem, die Strecken Elbasan–Pogradec und Fier–Vlora einzustellen und den Personalbestand zu reduzieren, was zwischenzeitlich auch mehrheitlich umgesetzt wurde. General Electric erhielt in der Folge eine Entschädigung über mehrere Millionen Euro. 2016 wurde mitgeteilt, dass die Europäische Bank für Wiederaufbau und Entwicklung beabsichtige, Albanien einen Kredit in Höhe von 36,9 Mio. Euro für die Erneuerung der Eisenbahnstrecke Tirana–Durrës und für den Bau eines 7½ Kilometer langen Flughafenzubringers zu erteilen. Die Kosten des Projekts werden auf rund 82 Millionen Euro geschätzt und sollen nebst dem Kredit durch Beiträge Dritter und der Regierung gedeckt werden. Die Eröffnung der neuen Linie war ursprünglich für 2019 geplant. 2021 begannen endlich die Abbrucharbeiten. Die Strecken sollen anschließend mit einer Höchstgeschwindigkeit von 100 km/h befahren werden können. Das Projekt wurde von der albanischen Regierung ausgeschrieben.
Um eine deutliche Verbesserung des Angebots und der Sicherheit auf dem ganzen Streckennetz erreichen zu können, seien rund 200 Millionen Euro nötig. Anfang 2019 wurde die baldige Erneuerung der Strecke Vora–Shkodra angekündigt, beispielsweise um höhere Fahrgeschwindigkeiten zu ermöglichen.
Weitere Ausbaupläne oder -absichten bestehen vor allem hinsichtlich zusätzlicher Anschlüsse an Eisenbahnnetze des Auslandes. Am häufigsten wird der Ausbau entlang des geplanten europäischen Verkehrskorridors VIII von Vlora und Durrës nach Burgas und Warna in Bulgarien diskutiert. Der Korridor würde die EU-Häfen in Bari und Brindisi (Italien) und Warna und Burgas verbinden und hätte Chancen auf eine Förderung durch die Europäische Union, insbesondere im Rahmen von TEN-T. In Albanien soll die existierende Bahnstrecke Durrës–Rrogozhina–Elbasan–Pogradec integriert werden und ab Lin (zwischen Elbasan und Pogradec) soll eine neue Strecke am nördlichen Ufer des Ohridsees nach Kičevo in Nordmazedonien gebaut werden. Die Länge des fehlenden Abschnitts zwischen Lin und Kičevo beträgt fast drei Kilometer in Albanien und über 60 Kilometer in Nordmazedonien. Dieses Projekt sollte ursprünglich im Sommer 2009 angegangen werden. Die Höhe des albanisch-nordmazedonischen Grenzübergangs am Ohridsee wurde 2004 zwischenstaatlich auf 725 Meter vereinbart. Im Dezember 2012 wurde die detaillierte Planung der 63 Kilometer langen Eisenbahn-Neubaustrecke von der Grenze bis zum nordmazedonischen Kičevo ausgeschrieben. Die Albaner erklärten 2016, dass abgesehen von der Finanzierung – rund acht Millionen Euro – alles bereit sei. Auch in Nordmazedonien ist unklar, wie das Projekt finanziert werden soll.
Schwerpunkt und ebenfalls Teil von TEN-T ist dabei die Rehabilitierung der Strecken nach Pogradec und Han i Hotit. Die Kosten hierfür wurden 2016 auf rund 100 Millionen Euro für die Strecke Durrës–Han i Hotit und auf rund 150 Millionen Euro für die Strecke Durrës–Pogradec geschätzt. Für die Erneuerung der Strecke Durrës–Vlora sind nochmals rund 100 Millionen Euro zu veranschlagen. 2022 wurde vom Western Balkan Investment Framework der EU die Finanzierung über 267 Millionen Euro für die Erneuerung der 120 Kilometer langen Bahnstrecke von Vora bis Han i Hotit gesprochen. 2024 unterzeichnete Albanien ein Darlehen über fast 100 Millionen Euro mit der Europäischen Bank für Wiederaufbau und Entwicklung, die das Projekt mitfinanziert.
Geringere Priorität wurden weiteren Ausbauprojekten gegeben: Der Anschluss von Pogradec nach Florina in Griechenland über Korça nach Griechenland ist ebenfalls Teil von TEN-T. Für diese Strecke müsste eine Machbarkeitsstudie erstellt werden. Die Verbindung von Milot zum Netz der Trainkos nach Prizren im Kosovo würde durch gebirgiges Terrain führen, etwas 120 Kilometer lange sein und nach Aussage von 2016 rund eine Milliarde Euro kosten, was nur mit mehrheitlich ausländischer Hilfe finanziert werden könnte. 2021 wurde eine alternative Route von Shkodra über Bajram Curr und den Qafa e Morinës nach Gjakova ins Spiel gebracht. Diese Strecke würde durch noch schwierigeres Gelände führen, aber nur 90 Kilometer betragen. Es wurden eine Kostenschätzung von 350 Millionen Euro genannt. Die Regierungen der beiden Ländern haben beschlossen, das Projekt zu realisieren und 2022 Gelder für eine Machbarkeitsstudie bewilligt.